# Francis Conyngham, 2. Marquess Conyngham

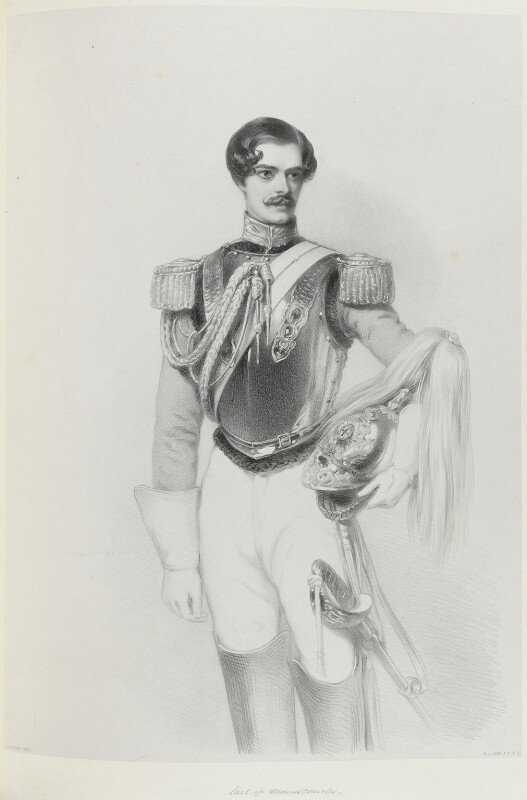
Francis Conyngham, 2. Marquess Conyngham, als Kavallerieoffizier, um 1850

Francis Nathaniel Conyngham, 2. Marquess Conyngham KP, GCH, PC (* 11. Juni 1797 in Dublin; † 17. Juli 1876 in London) war ein britischer Peer, Höfling, General und Politiker.

## Leben
Conyngham war der zweite von drei Söhnen des Henry Conyngham, 1. Marquess Conyngham, aus dessen Ehe mit Elizabeth Denison. Er besuchte von 1809 bis 1813 das Eton College. Seit sein älterer Bruder 1824 gestorben war, führte er als Heir apparent seines Vaters den Höflichkeitstitel Earl of Mount Charles.

### Höfische Karriere
Auf den Einfluss seiner Mutter hin war er bis zum Jahr 1820 der Groom of the Bedchamber des damaligen Prince Regent Georg. Von dessen Thronbesteigung als Georg VI. an war er bis 1830 dann der Master of the Robes des Königs. Von 1835 und 1839 hatte er das Hofamt des Lord Chamberlain of the Household inne. Eine seiner wichtigsten Taten als Lord Chamberlain war wohl, dass er am 20. Juni 1837 zusammen mit William Howley, dem Erzbischof von Canterbury, um 6 Uhr morgens die 18-jährige Königin Victoria über den Tod ihres Onkels König Wilhelm IV. informierte. Er war auch die erste Person, die sie als „Ihre Majestät“ ansprach.

### Politische Karriere
Von 1818 bis 1820 war er Abgeordneter für das Borough Westbury in Wiltshire im britischen Unterhaus, von 1825 bis 1831 war er dann Abgeordneter für das County Donegal. Dennoch interessierte er sich sehr wenig politischen und sozialen Belange der Pächter auf den umfangreichen irischen Ländereien seiner Familie oder die Bevölkerung seines irischen Wahlkreises, was ihm später in Irland auch wegen der Großen Hungersnot in Irland viel Kritik einbrachte.
Beim Tod seines Vaters 1832 erbte er dessen Adelstitel als Marquess Conyngham, einschließlich des dazugehörigen erblichen Sitzes im House of Lords. In der ersten Regierung Melbourne amtierte er als Postmaster General. 1835 wurde er in den Privy Council aufgenommen.

### Militärische Karriere
Parallel zu seiner politischen Karriere war er 1820 als Cornet in die British Army eingetreten. Er diente in verschiedenen Regimentern der Kavallerie und wurde 1858 zum Major-General, 1866 zum Lieutenant-General und 1874 zum General befördert.

## Ehe und Nachkommen
Am 23. April 1824 heiratete er Lady Jane Paget (1798–1876), eine Tochter von Henry Paget, 1. Marquess of Anglesey, zusammen mit ihr hatte er sechs Kinder:
- George Conyngham, 3. Marquess Conyngham (1825–1882), ⚭ 1854 Lady Jane St. Maur Blanche Stanhope, Tochter des Charles Stanhope, 4. Earl of Harrington;
- Lady Jane Conyngham (1826–1900), ⚭ 1849 Francis Spencer, 2. Baron Churchill;
- Lady Frances Conyngham (1827–1898), ⚭ 1847 Gustavus William Lambart;
- Lady Elizabeth Conyngham (1829–1904), ⚭ (1) 1849 George Leopold Bryan, ⚭ (2) 1882 George Finch-Hatton, 11. Earl of Winchilsea;
- Lady Cecilia Conyngham (1831–1877) ⚭ 1861 Sir Theodore Brinckman, 2. Baronet;
- Lord Francis Conyngham (1832–1880), MP, ⚭ 1857 Hon. Georgiana Charlotte Morgan, Tochter des Charles Morgan, 1. Baron Tredegar.